# NGC 4662
NGC 4662 est une vaste galaxie spirale barrée située dans la constellation des Chiens de chasse. Sa vitesse par rapport au fond diffus cosmologique est de 7 271 ± 17 km/s, ce qui correspond à une distance de Hubble de 106,8 ± 7,5 Mpc (∼348 millions d'al). NGC 4662 a été découverte par l'astronome germano-britannique William Herschel en 1787.
La classe de luminosité de NGC 4662 est II-III et elle présente une large raie HI. C'est aussi une galaxie du champ, c'est-à-dire qu'elle n'appartient pas à un amas ou un groupe et qu'elle est donc gravitationnellement isolée. Selon la base de données Simbad, NGC 4662 est une galaxie active de type Seyfert.
À ce jour, trois mesures non basées sur le décalage vers le rouge (redshift) donnent une distance de 70,867 ± 2,371 Mpc (∼231 millions d'al), ce qui est loin à l'extérieur des valeurs de la distance de Hubble. Notons cependant que c'est avec la valeur moyenne des mesures indépendantes, lorsqu'elles existent, que la base de données NASA/IPAC calcule le diamètre d'une galaxie et qu'en conséquence le diamètre de NGC 4662 pourrait être d'environ 77,7 kpc (∼253 000 al) si on utilisait la distance de Hubble pour le calculer.